# Alsodes coppingeri
Alsodes coppingeri är en groddjursart som först beskrevs av Günther 1881.  Alsodes coppingeri ingår i släktet Alsodes och familjen Cycloramphidae. Inga underarter finns listade i Catalogue of Life.